# 山口郵便局 (佐賀県)
山口郵便局（やまぐちゆうびんきょく）は佐賀県杵島郡江北町にある郵便局。民営化前の分類では集配特定郵便局であった。

## 概要
住所：〒849-0599 佐賀県杵島郡江北町山口1650-1

## 沿革
- 1902年（明治35年）11月16日 - 山口郵便受取所として開設[1]。
- 1905年（明治38年）4月1日 - 山口郵便局（三等）となる。
- 1956年（昭和31年）3月21日 - 小田郵便局から電報配達事務の取扱を移管[2]。
- 1962年（昭和37年）6月1日 - 国際電報受付・配達および国内欧文電報受付配達の各業務を佐賀電報局に移管。
- 1972年（昭和47年）12月13日 - 電話交換業務を多久電報電話局に移管。
- 2007年（平成19年）10月1日 - 民営化に伴い、併設された郵便事業武雄支店山口集配センターに一部業務を移管。
- 2012年（平成24年）10月1日 - 日本郵便株式会社発足に伴い、郵便事業武雄支店山口集配センターの業務を武雄郵便局に統合。
- 2018年（平成30年）9月10日 - 風景印の使用を開始。

## 取扱内容
- 郵便、印紙、ゆうパック、内容証明
- 貯金、為替、振替、振込、国際送金、国債
- 生命保険、バイク自賠責保険
- ゆうちょ銀行ATM
- 杵島郡江北町内の集配業務

## 周辺
- 江北町役場
- 佐賀銀行江北支店
- 国道34号
- 国道207号
- 佐賀県道35号多久江北線

## アクセス
- JR九州長崎本線・佐世保線 江北駅から徒歩約8分
- 祐徳バス 江北役場前停留所、または山口駅前停留所下車
- E34 長崎自動車道 4 多久ICから南へ、もしくは5 武雄北方ICから東へそれぞれ約11 km
- 駐車場あり：3台